# Matt Cassel
Matthew Brennan Cassel, detto Matt (Northridge, 17 maggio 1982), è un ex giocatore di football americano statunitense che ha militato nel ruolo di quarterback nella National Football League (NFL). Fu scelto nel corso del settimo giro (230º assoluto) nel Draft NFL 2005 dai New England Patriots. Al college ha giocato a football alla University of Southern California.

## Carriera professionistica

### New England Patriots

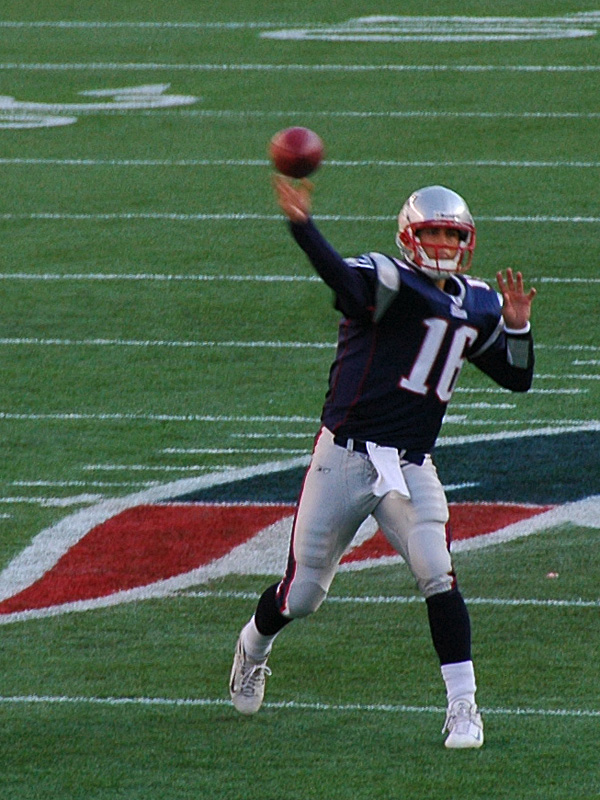
Cassel con la maglia dei Patriots nel 2008

Al draft NFL 2005, Cassel fu selezionato come 230a scelta dai Patriots. Debuttò nella NFL il 2 ottobre 2005 contro i San Diego Chargers indossando la maglia numero 16. Partì come terzo quarterback nelle gerarchie della squadra dietro il titolare Tom Brady e al veterano Doug Flutie. Nella sua stagione da rookie disputò solo due scampoli di partita.
L'anno successivo, con il ritiro di Flutie, Cassel passò a prima riserva ufficiale Brady, non riuscendo ad aumentare tuttavia il minutaggio a disposizione.
La svolta giunse nella stagione 2008 quando Tom Brady saltò l'intera stagione per infortunio: Cassel prese in mano le redini dei Patriots e guidò la squadra ai playoff.
A fine stagione i Patriots inizialmente decisero di usare la franchise tag ma successivamente, con il rientro di Brady, decisero di scambiarlo.

### Kansas City Chiefs

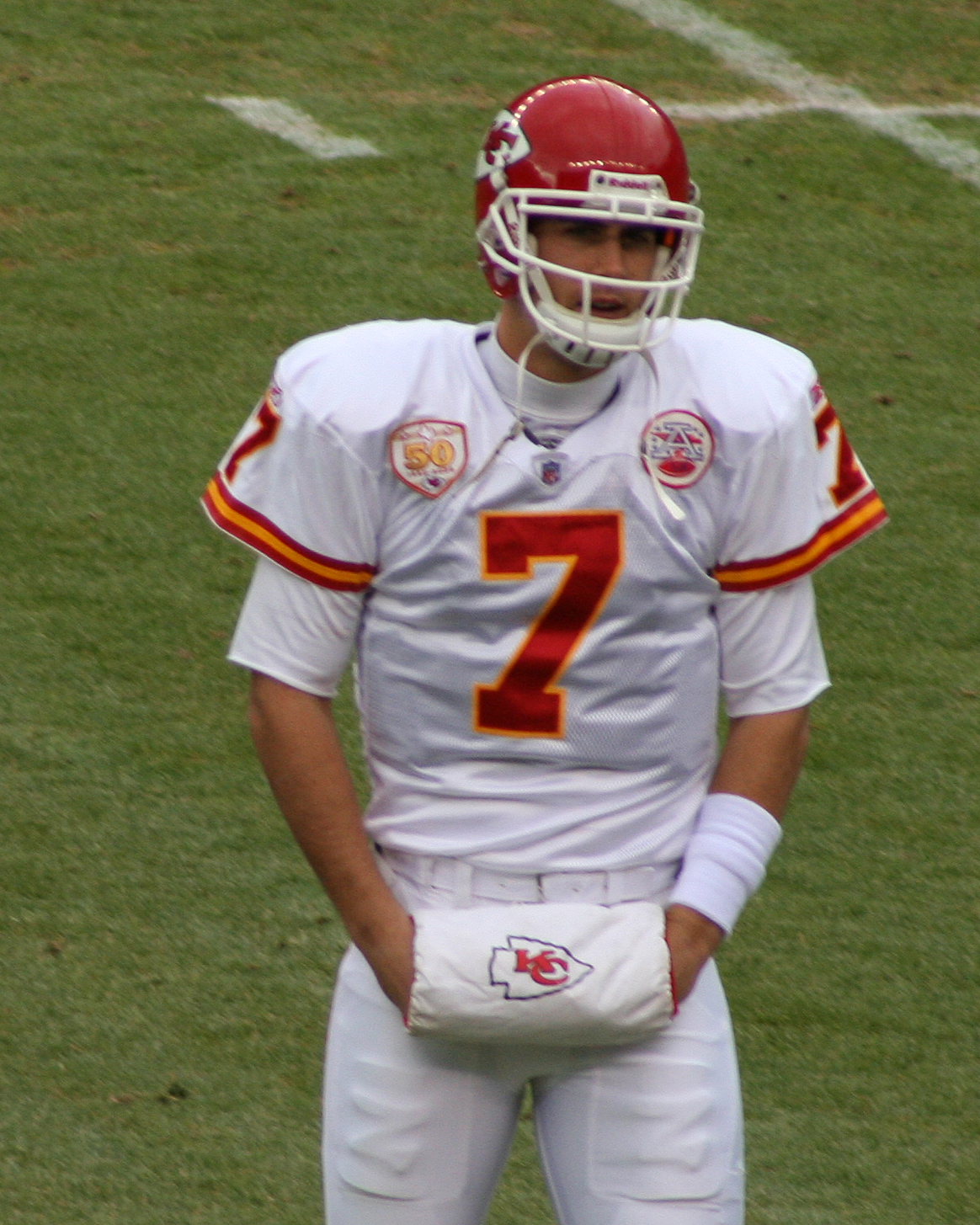
Cassel con la maglia dei Chiefs nel 2011.

Il 28 febbraio 2009, Cassel passò ai Kansas City Chiefs insieme a Mike Vrabel in cambio della 34ª scelta del draft 2009.
Con la nuova franchigia, Matt cambiò numero di maglia passando al 7. Il 14 luglio firmò un contratto di 6 anni, per un totale di 62,7 milioni di dollari, di cui 28 garantiti. Dopo aver saltato la prima gara di pre-stagione, rientrò nella partita successiva; chiuse però la stagione in maniera negativa, passando 16 touchdown ma registrando altrettanti intercetti.
Nel suo secondo anno ai Chiefs guidò la squadra a un'ottima stagione arrivando fino ai play-off e venendo convocato per il primo Pro Bowl in carriera. L'8 dicembre 2010 fu ricoverato per appendicite, saltando una partita ma riprendendo in seguito il suo posto da titolare fino alla fine della stagione.
Nella 10ª settimana della stagione 2012 contro i Denver Broncos, Cassel si ruppe una mano. Il 14 novembre venne operato e una settimana dopo venne messo sulla lista infortunati, chiudendo la stagione regolare.
Il 14 marzo 2013, dopo quattro stagioni ai Chiefs, con l'arrivo di Alex Smith, Cassel fu svincolato.

### Minnesota Vikings

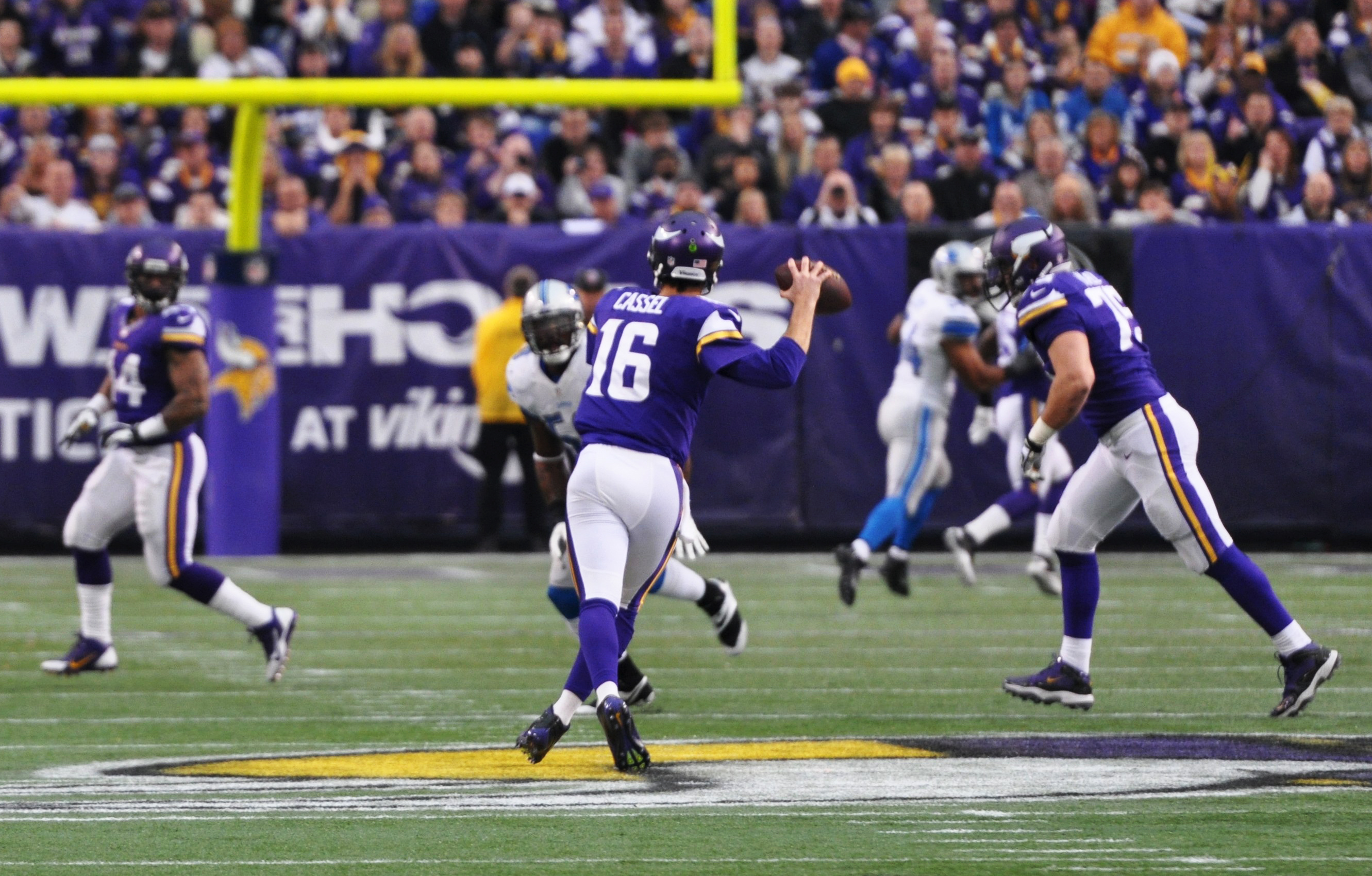
Cassel al lancio durante l'ultima gara della stagione 2013.

Poco dopo la fine della sua avventura ai Chiefs, Cassel firmò coi Minnesota Vikings, preferendoli ai Tampa Bay Buccaneers, un contratto annuale a 3,7 milioni di dollari più 500.000 dollari di bonus. Inoltre Cassel, che a Kansas City aveva il numero 7 (ai Vikings già utilizzato dal quarterback titolare Christian Ponder), passò al numero 16, già indossato ai tempi dei Patriots. Dopo essere rimasto in panchina nelle prime tre gare della stagione, tutte perse dai Vikings, fu nominato titolare per la sfida della settimana 4 contro i Pittsburgh Steelers a causa dell'infortunio alle costole del quarterback titolare Ponder. Matt condusse così i Vikings alla prima vittoria stagionale grazie a 268 yard passate e 2 touchdown, senza subire intercetti. Malgrado la buona prestazione, l'allenatore di Minnesota Leslie Frazier confermò Ponder come titolare della squadra. Dopo la settimana di pausa però l'allenatore si smentì, nominando Cassel titolare nella settimana 6 nonostante Ponder si fosse ristabilito. La seconda prestazione di Matt come titolare non fu però altrettanto positiva, passando 241 yard, un touchdown e subendo due intercetti nella netta sconfitta casalinga contro i Carolina Panthers. Dopo questa partita fu sostituito come titolare dal neo arrivato Josh Freeman.
Nella settimana 13, subentrato sul finire della prima metà di gioco al posto di Ponder (uscito dal campo per una commozione cerebrale), Cassel disputò una solida partita completando 20 passaggi su 33 per 243 yard, un touchdown ed un intercetto nella gara terminata solo ai tempi supplementari, nei quali un field goal da 34 yard messo a segno da Blair Walsh regalò ai Vikings la terza vittoria stagionale. Alla vigilia della settimana 14, Frazier, che non aveva avuto notizie positive riguardo l'infortunio dell'indisponibile Ponder, nominò Cassel titolare per la gara di domenica 8 dicembre contro i Baltimore Ravens. Nella vittoria della settimana 15 contro gli Eagles, Cassel passò 382 yard e touchdown, venendo premiato per la terza volta in carriera come quarterback della settimana. Dopo aver deluso durante la settimana 16 nell'incontro perso 14-42 contro i Cincinnati Bengals, nel quale completò appena 13 passaggi su 27 per 114 yard, un touchdown e 3 intercetti, nell'ultimo incontro stagionale guidò i suoi alla vittoria per 14-13 contro i Detroit Lions, completando 20 passaggi su 33 per 187 yard, un touchdown ed un intercetto. Chiuse così la sua prima stagione in Minnesota con 153 passaggi su 254 per 1.807 yard, 11 touchdown e 9 intercetti in 9 partite, di cui 6 disputate come titolare.
Il 7 marzo 2014, Cassel firmò coi Vikings un rinnovo contrattuale biennale del valore di 10 milioni di dollari. Nonostante la scelta del quarterback Teddy Bridgewater nel primo giro del Draft 2014 da parte di Minnesota, Matt fu nominato titolare dal nuovo allenatore Mike Zimmer per la prima gara della stagione regolare, durante la quale guidò Minnesota ad una netta vittoria per 34-6 in casa dei St. Louis Rams, disputando una solida gara durante la quale mise a referto 17 passaggi completati su 25 per 170 yard e 2 touchdown.

### Buffalo Bills
Il 4 marzo 2015, Cassel fu scambiato coi Buffalo Bills (assieme a una scelta del sesto giro del Draft 2015) per una scelta del quinto giro del Draft 2015 e una del settimo giro del Draft 2016. Fu svincolato il 4 settembre 2015 dopo essere stato superato da EJ Manuel nel ruolo di prima riserva di Tyrod Taylor. Tuttavia, tre giorni dopo rifirmò con la squadra.

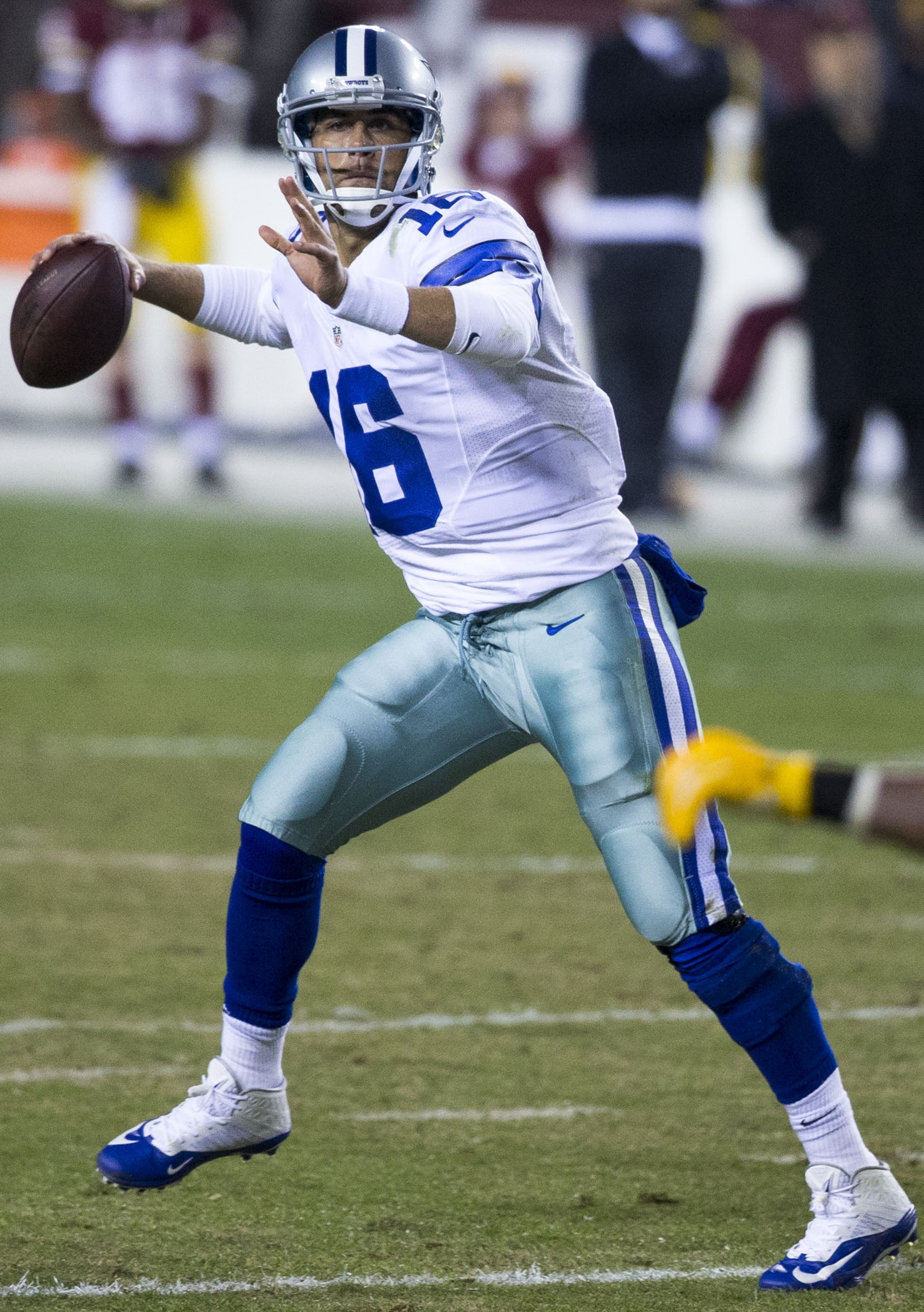
Cassel nel 2015 coi Cowboys

### Dallas Cowboys
Il 22 settembre i Dallas Cowboys acquisirono i diritti di Cassel e la settima scelta al Draft NFL 2017 dei Bills, in cambio della propria quinta scelta nel medesimo Draft. Col titolare Tony Romo infortunato, Cassel fu nominato partente per la gara del settimo turno al posto di Brandon Weeden, in cui subì tre intercetti nella sconfitta coi Giants. Disputò complessivamente quattro partite come titolare, perdendole tutte, fino al ritorno di Romo nella settimana 11. Questi si infortunò nuovamente nel dodicesimo turno, così Cassel tornò partente nella gara della settimana 13 in casa dei Redskins ottenendo la prima vittoria alla guida della franchigia texana che le permise di rimanere agganciata al treno dei playoff malgrado un record di 4-8. Seguirono però due sconfitte consecutive, nella seconda delle quali un inefficace Cassel fu messo in panchina dopo un intercetto subito da Darrelle Revis nel primo tempo. La settimana successiva Kellen Moore fu nominato titolare al suo posto.

### Tennessee Titans
Il 10 marzo 2016, Cassel firmò coi Tennessee Titans con cui disputò le ultime annate della carriera. Si ritirò dopo la stagione 2018.

## Palmarès
- Convocazioni al Pro Bowl: 1

2010
- Quarterback della settimana: 3

12ª del 2009, 12ª del 2010, 15ª del 2013
- Miglior giocatore offensivo del mese della AFC: 1

novembre 2010
- Miglior giocatore offensivo della settimana della AFC: 2